# Halecium sessile
Halecium sessile is een hydroïdpoliep uit de familie Haleciidae. De poliep komt uit het geslacht Halecium. Halecium sessile werd in 1866 voor het eerst wetenschappelijk beschreven door Norman. 